# Order Scharnhorsta

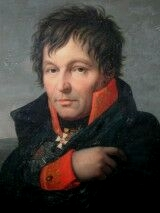
Gerhard von Scharnhorst

Order Scharnhorsta (niem. Scharnhorst-Orden) – wysokie odznaczenie wojskowe Niemieckiej Republiki Demokratycznej, nadawane w latach 1966–1990.

## Historia
Order został ustanowiony 17 lutego 1966 przez Radę Państwa NRD. Mógł być nadawany za 

wybitne zasługi przy umacnianiu sił obronnych, dowodzenie, pracę przy rozwoju nauki o wojskowości i techniki wojskowej, zasługi przy umacnianiu koalicji wojskowej braterskich armii socjalistycznych.

Nagradzane orderem mogły być oddziały, dywizje, instytucje lub osoby prywatne działające w ramach wschodnioniemieckich sił zbrojnych, Nationale Volksarmee, oraz w organach straży granicznej. Nadawany był przez przewodniczącego Rady Obrony Narodowej. Order posiadał jedną klasę i mógł być nadany wielokrotnie tej samej osobie. Przy nadaniu orderu Scharnhorsta osobom fizycznym wypłacano wysoką premię.

## Insygnium
Oznakę orderu stanowi stylizowana złota pięciopromienna gwiazda średnicy 43 mm, z promieniami między ramionami. 
Na biało obramowanym medalionie awersu znajduje się wykonany w pozłacanym metalu portret generała Gerharda von Scharnhorsta na niebieskim tle, pod którym umieszczone są dwa skrzyżowane sztylety. Rewers jest gładki. 
Order jest noszony na złożonej w pięciokąt niebieskiej wstążce ze złotymi prążkami po bokach. Na baretce jest umieszczona okrągła złota tarcza z miniaturą portretu generała.

## Odznaczeni
Spośród Polaków order posiadał między innymi generał Wojciech Jaruzelski (od 1975) oraz generał Florian Siwicki.